# Пейнтбол
Пейнтболът (англ. paint – „боя“ и ball – „топка“) е спортна игра (понякога е определян и като военна игра), същността на която е да бъдат елиминирани противниците с помощта на въздушно оръжие, наречено маркер, което стреля с желатинови тънкостенни топчета пълни с боя, като съществуват и гумени топчета ползвани на закрито и позволяващи многократна употреба, калибъра е 17 мм или .680 inch  в имперски мерки, като съществуват и в калибър .43 (11 mm, Kingman  Eraser / Chaser). Оригиналното предназначение на маркерите е дистанционно маркиране на крави или дървета. Нaй-често се използва CО2 като пропелант.
По време на игра участниците носят специално облекло, на което се отпечатват боите от попаденията с топчетата боя.
Съществуват различни варианти за игра на пейнтбола, като някои напомнят реални военни действия, а други по-скоро сюрреалистична компютърна игра със съответния декор.
Реалистичният уклон има за основа военните учения които дават началото на пейнтбола и е използван най-често от различни армии и подразделения като сравнително ефикасен начин за провеждане на такатическа и стрелкова подготовка на личния състав. При този вариант се използват реална военна екипировка и оръжията (маркерите) имат тенденция да изглеждат по-реалистично.
Спортният уклон е създаден като антагонизъм на военния. Червеният цвят на топчетата е забранен поради сходството си с истинска кръв, декорите са бутафорни и нереалистични (цветни кубове, геометрични тела и др.), екипировката и облеклото са в ярки крещящи цветове и оръжията (маркерите) имат тенденция да напомнят колкото се може по-малко реални оръжия и практикуващите държат да ги наричат „маркери“. Терминологията също е максимално различна с военната и полицейска такава. Всичко това се прави с цел спортният вариант на пейнтбола да се раздалечи максимално от всякаква идея за насилие и военна организация, което му сходство често предизвиква недоброжелателност и ниска популярност сред цивилното общество.
Дулната енергия на топчето боя е сравнително висока и достига често ~15 J, което прави попаденията сравнително болезнени (сини петна с виолетов център затова обикновено отблизо се приема да не се стреля при предал се „враг“). За състезания маркерите се калиброват на 300 f/sec = ~100 m/sec. Топчетата тежат ~3 грама. Формулата за смятане на енергията на проектил е KE(kinetic energy)=(1/2)(M)(V)^2.
300 FPS (90MPS) при 3.5 grams проектил KE= (1/2)(0.0035)(90)^2
KE= approx. 14 Joules
За въздушно оръжие разрешената граница е 7 джаула, калашников 7.62х39 е 2000 джаула
.50 BMG (12.7×99 mm NATO) ~20 000 джаула. Убойната енергия за причиняване смъртта на човек е около 70 джаула.

## Кратка история
Май 1981
Пейнтболът започва в града Хеникер, Ню Хемпшир. Създателите Боб Гърнси, търговец на спортни стоки, Хайес Ноел, брокер на ценни книжа и Чарлс Гейнс, писател, са обсъждали идеята за някакъв вид игра с дебнене.
Юни 27, 1981
Първата игра е изиграна: 12 играчи се състезават един срещу друг с Nel-spot 007s пистолети. Играта се е казвала: „превземи знамето“. Победителят превзема всички знамена без да даде един изстрел.
Април 1982
Първото игрално поле на открито е отворено в Рочестър, Ню Йорк, от Цалеб Стронг.
1982
Чарлс Гейнс прави пейнтбола игра на Национално оцеляване (National Survival Game (NSG)). PMI (Pursuit Marketing Inc.) е основана за търгуване и разпространение на пейнтбол продукти.
1983
Първият NSG шампионат е спонсориран с $14 000. Първото пейнтбол игрище в друга страна е отворено в Торонто, Канада.
Юни, 1983
Лайонел Атвил, един от оригиналните 12 играчи, написва „Официалното ръководство за играта на оцеляване“ – първата публикация за пейнтбол.
1984
Спортът е представен в Австралия под името „Игри – Схватка“.
Ноември 1984
Първото, разположено на закрито игрално поле, е отворено в Бъфало, Ню Йорк, от Целеб Стронг.
1985
Отворя се първото игрално поле на закрито в Англия.
1988
IPPA (International Paintball Players Association – Международно сдружение на пейнтбол играчите) е основано като дружество с нетърговска цел, отдадено на развитието на сигурността и увеличаване на популярността на спорта пейнтбол.
1991
Пейнтболът навлиза и във Франция, Дания и други страни в Европа.
Юни – юли 1992
Тим Интернет е формиран като играчи се подготвяли за Играта за световния рекорд в планината Джак Фрост, Пенсилвания.
Ноември 1992
NPPL (National Professional Paintball League – Национална Професионална Пейнтбол Лига) е основана в Чикаго и NPPL Pro-Am серии стартират в САЩ.
1995
Пейнтбол игрища са отворени навсякъде в Европа, Азия и Южна Америка.
1996
IPPA е официално разпуснат.
1996
Игрища за пейнтбол, магазини и състезатели могат сега да се открият в Канада, САЩ, България, Австралия, Англия, Шотландия, Дания, Франция, Холандия, Германия, Австрия, Ирландия, Белгия, Гърция, Италия, Норвегия, Швеция, Африка, Русия, Нова Зеландия, Бразилия, Венецуела, Израел, Корея, Тайланд и Филипините.
Пейнтбол днес се играе в 40 страни (и броят се увеличава) от милиони мъже и жени от всички възрасти и начини на живот. Дали домошари, ученици, студенти, работещи или пенсионирани, всички пейнтбол играчи споделят съвместно любовта към авантюрата и силния дух на конкуренцията.